# Malita
Malita é um município de  primeira classe de renda municipal (d) na província Davao Ocidental, nas Filipinas. De acordo com o censo de 1 de maio  de  2020 possui uma população de 118 197 pessoas e 29 489 domicílios.